# Gongora galeottiana
Gongora galeottiana är en orkidéart som beskrevs av Achille Richard. Gongora galeottiana ingår i släktet Gongora och familjen orkidéer. Inga underarter finns listade i Catalogue of Life.

## Bildgalleri

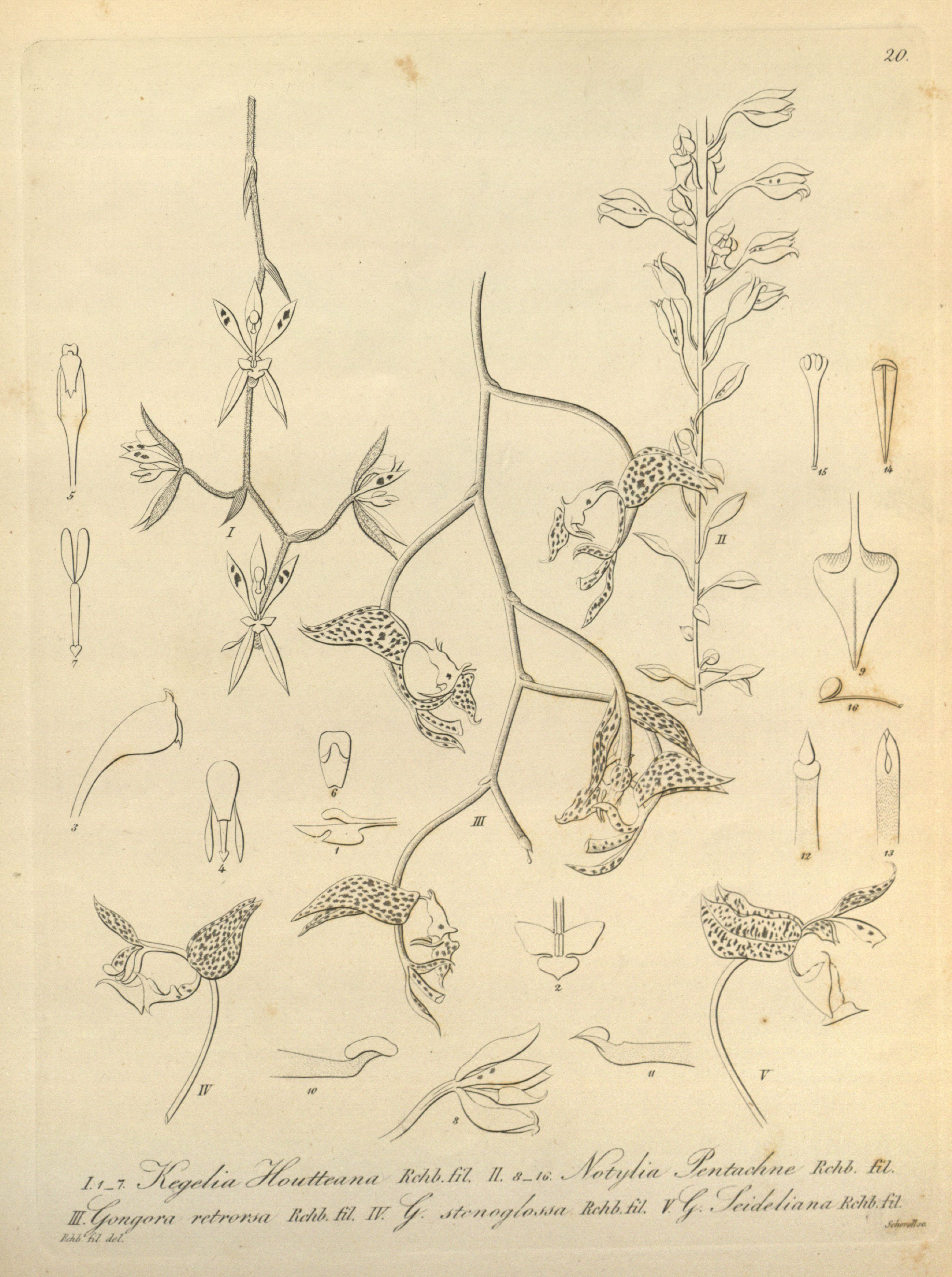